# The Offenders (film 1922)
The Offenders è un film muto del 1922 diretto da Fenwicke L. Holmes e da Margery Wilson.

## Trama
Una ragazza, tenuta in balìa da una gang, viene accusata di un delitto commesso dai malviventi. L'unico testimone è un suo amico disabile ma lui non ricorda niente, vittima di amnesia. Solo quando riacquisterà la memoria, la giovane sarà liberata da tutte le accuse.

## Produzione
Il film fu prodotto dalla Margery Wilson Productions. Venne girato nel Vermont, nella cittadina di Randolph.

## Distribuzione
Distribuito dalla Independent Pictures. Viene citato nel documentario del 1993 The Silent Feminists: America's First Women Directors.
Attualmente, il film viene considerato perduto.